# Francisco Bosch (acteur)
Pour les articles homonymes, voir Francisco Bosch et Bosch.
Francisco Bosch est un acteur et danseur espagnol, né le 5 octobre 1982 à Valence (Espagne).

## Biographie
Formé en tant que danseur dans différentes compagnies en Espagne et au Royaume-Uni, Francisco Bosch s’ouvre au cinéma.
Danseur à l'English National Ballet, il a retenu l’attention d’Oliver Stone pour jouer le rôle de Bagoas, favori d’Alexandre le Grand dans le film Alexandre sorti en 2005 en France. Dans cette superproduction, il apparaît aux côtés de Colin Farrell qui joue le rôle de l’empereur comme une ombre participant aux principaux événements de la vie de l’empereur, sans jamais s’exprimer. Lors d’un spectacle de danse, son évolution sensuelle permet de montrer ses talents de danseur mais aussi de séducteur. Cette scène de danse a été décortiquée dans le documentaire de Suzanne Gielgud, Dancing For Oliver (2006).
En 2005, il est Panthera dans la mise en scène photographique de la série Wraeththu d'après l'œuvre de Storm Constantine  illustrée par la photographe Marja Kettner dans Wraeththu:the picture book.  
Depuis Alexandre, Francisco Bosch a tourné plusieurs films américains et européens. Il a joué le rôle-titre de Toutankhamon dans la mini-série hollywoodienne La Malédiction du pharaon (The Curse of King Tut's Tomb, 2006), dirigée par Russell Mulcahy, Nina's Heavenly Delights de Pratibha Parmar, où il est Shriv, une parodie bollywoodienne dans le triste Glasgow (2006). 
En 2006 également, Francisco Bosch a participé à l'adaptation cinématographique de La Flûte enchantée (The Magic Flute) par Kenneth Branagh d'après l'opéra de Wolfgang Amadeus Mozart.

## Filmographie
- 2005 : Alexandre (Alexander) d'Oliver Stone : Bagoas
- 2006 : La Malédiction du pharaon (The Curse of King Tut's Tomb), film en deux parties : Toutânkhamon
- 2006 : Nina's Heavenly Delights de Pratibha Parmar : Shriv
- 2006 : La Flûte enchantée(The Magic Flute) de Kenneth Branagh : un danseur
- 2006 : Dancing For Oliver, documentaire de Suzanne Gielgud

## Danse
- English National Ballet
- Real Conservatorio Profesional de Danza (Madrid)
- Europa Danse
- CND2 (Compañía Nacional de Danza 2, fondée par Nacho Duato)